# GQM
| Sigles de 2 caractères   |
| ► Sigles de 3 caractères |
| Sigles de 4 caractères   |
| Sigles de 5 caractères   |
| Sigles de 6 caractères   |
| Sigles de 7 caractères   |
| Sigles de 8 caractères   |

Pour les articles homonymes, voir GQM (homonymie).
GQM, est un acronyme pour « goal, question, metric », qui peut être traduit par « approche par les buts », et qui est une approche de la mesure des systèmes logiciels qui a été promue par Victor Basili de l'University of Maryland, College Park et par le laboratoire d'ingénierie des systèmes logiciels du centre de vol spatial Goddard de la NASA, après avoir supervisé la thèse de doctorat du Dr. David M. Weiss. Le travail du Dr. Weiss trouve son inspiration dans le travail de Albert Endres de IBM Allemagne.

## Modèle de mesure
GQM définit un modèle de mesure à trois niveaux :

### Niveau conceptuel (but)
Un objectif (de management) est attribué à un objet pour de nombreuses raisons, en regard de modèles de qualité variés, de points de vue différents, et relativement à un environnement donné.

### Niveau opérationnel (question)
Un ensemble de questions est utilisé pour définir le modèle de l'objet d'étude et pour ensuite se focaliser sur cet objet pour caractériser un objectif spécifique.

### Niveau quantitatif (métrique)
Un ensemble de métriques, basées sur les modèles, est associé à chaque question avec pour objectif d'y répondre de manière quantitative.
La littérature décrit généralement GQM comme un processus à 6 étapes où les 3 premières consistent à suivre les objectifs pour déterminer les métriques justes, et où les 3 dernières permettent d'obtenir la valeur de ces métriques et de les utiliser pour mener les prises de décisions et améliorations.

## Six étapes du processus
Basili décrit ses 6 étapes du processus GQM ainsi :
1. Développer un ensemble d'objectif de travail et leurs objectifs de mesures pour la productivité et la qualité
2. Inventer des questions (à partir de modèles) qui définissent ces objectifs de la manière la plus quantitative possible
3. Spécifier les mesures nécessaires pour répondre à ces questions tout en permettant d'approcher la conformité des processus et des produits aux objectifs
4. Développer des mécanismes permettant de collecter les données
5. Collecter, valider, et analyser les données en temps réel pour correction par les projets concernés
6. Analyser les données après coup pour valider le rapprochement aux objectifs et pour proposer des recommandations pour plus tard

Les templates GQM offrent une voie structurée pour spécifier les objectifs.  Un template GQM dispose des champs suivants:
| champ            | exemple                                                     |
| ---------------- | ----------------------------------------------------------- |
| objet de l'étude | programmation en binôme, outil d'analyse statique           |
| objectif         | caractériser, comprendre, évaluer, prévoir, améliorer       |
| périmètre        | effort de programmation, uniformité du programme            |
| acteurs          | développer, client, manager                                 |
| contexte         | (facteurs importants qui pourraient affecter les résultats) |

Exemple d'application d'un template GQM pour exprimer les objectifs d'une étude d'ingénierie de logiciel :
L'objectif de cette étude est de caractériser les effets de la programmation en binôme sur l'effort et la qualité du point de vue des managers dans le contexte d'une petite SSII.

## Développement récents
Bien que GQM ait été utile à l'industrie du logiciel plusieurs dizaines d'années, il n'a jamais permis d'intégrer ces mesures à un niveau plus large de l'organisation, comme des objectifs stratégiques ou d'entreprise. La méthode GQM+Strategie a été développée par Victor Basili et un groupe de chercheurs du Fraunhofer Institute. Il s'appuie sur le GQM et ajoute la capacité de créer un programme de mesure qui assure l'alignement entre les objectifs stratégiques, les objectifs spécifiques aux logiciels, et les objectifs de mesure.